# Kaloianoveț, Stara Zagora
Kaloianoveț (în bulgară Калояновец) este un sat în comuna Stara Zagora, regiunea Stara Zagora,  Bulgaria. 

## Demografie
Componența etnică a satului Kaloianoveț
     Bulgari (67,33%)
     Romi (29,41%)
     Nicio identificare (2,83%)
     Altele (0,94%)
La recensământul din 2011, populația satului Kaloianoveț era de 952 locuitori. Din punct de vedere etnic, majoritatea locuitorilor (67,33%) erau bulgari, cu o minoritate de romi (29,41%). Pentru 2,83% din locuitori nu este cunoscută apartenența etnică.